# Филимонковский сельский округ (Московская область)
Филимонковский сельский округ — упразднённая административно-территориальная единица, существовавшая на территории Ленинского района Московской области в 1994—2006 годах.
Филимонковский сельсовет был образован в 1929 году в составе Краснопахорского района Московского округа Московской области путём объединения Валуевского и Пенинского с/с бывшей Десенской волости Подольского уезда.
17 июля 1939 года к Филимонковскому с/с был присоединён Середневский сельсовет (селения Базарово, Бурцево, Голенищево, Кончеево, Середнево, Староселье, Тишино и Харьино). Одновременно из Филимонковского с/с в Десеновский были переданы селения Пенино и Писково.
4 июля 1946 года Краснопахорсий район был переименован в Калининский район.
14 июня 1954 года к Филимонковскому с/с был присоединён Передельцевский сельсовет.
7 декабря 1957 года Калининский район был упразднён и Филимонковский с/с вошёл в Ленинский район.
28 июля 1960 года Ленинский район был упразднён, а на части его территории был образован Ульяновский район, в состав которого вошёл и Филимонковский с/с. 
20 августа 1960 года селения Филимонковского с/с Бурцево, Голенищево, Кнутово, Кончеево, Марьино, Середнево, Староселье и Харьино были переданы включённому в Наро-Фоминский район Первомайскому с/с.
1 февраля 1963 года Ульяновский район был упразднён и Филимонковский с/с вошёл в Звенигородский сельский район. 11 января 1965 года Филимонковский с/с был возвращён в восстановленный Ленинский район.
21 мая 1965 года из Первомайского с/с Наро-Фоминского района в Филимонковский с/с были возвращены селения Березки, Бурцево, Голенищево, Кнутово, Кончеево, Марьино, Середнево, Староселье и Харьино.
3 декабря 1965 года из Филимонковского с/с в Терешковский были переданы селения Румянцево и Саларьево.
28 января 1977 года центр Филимонковского с/с был перенесён в селение Передельцы.
6 декабря 1983 года из Филимонковского с/с в новый Московский с/с были переданы селения Валуево, Картмазово, Лапшинка, Мешково, Московский, Передельцы, а также Валуевский лесопарк, хладокомбинат и посёлок института полиомиелита. Центром Филимонковского с/с стало селение Марьино.
3 февраля 1994 года Филимонковский с/с был преобразован в Филимонковский сельский округ.
В ходе муниципальной реформы 2004—2005 годов Филимонковский сельский округ прекратил своё существование как муниципальная единица. При этом его селения были переданы в сельское поселение Филимонковское.
29 ноября 2006 года Филимонковский сельский округ исключён из учётных данных административно-территориальных и территориальных единиц Московской области.